# エルアンドエル・ビクターエンタテインメント
エルアンドエル・ビクターエンタテインメント株式会社（L&L Victor Entertainment, Inc.）は、東京都渋谷区に本社を置くエンタテインメントコンテンツの制作や音響製作、芸能マネジメントを手がける会社。

## 概要
2009年1月にHyper Voice Managementsから業務移行する形で、渡邊瑛美によって歌手･声優のマネージメントを行う芸能事務所株式会社 Love&Light（ラブアンドライト）として設立された。
2017年4月14日、JVCケンウッド・ビクターエンタテインメント傘下のJVCネットワークス、ノベルティグッズのマーチャンダイジングを手がけるウインター・ヒースと共同でエルアンドエル・ビクターエンタテインメントを設立、2017年6月12日より業務を開始した。ゲームアプリを原作としたライブイベントや2.5次元舞台の企画・製作・運営、イベントグッズの物販などを中心に、タレントマネジメントやタレントスクールの運営、音響製作などを手がける。2018年4月にはLove&Lightからイベント制作・アーティストマネジメント業務の移管を受けている。
関連会社として、声優俳優養成所「松濤アクターズギムナジウム」とヴォーカルスクール「Hyper Voice」があったが、前者はレオパード・スティール傘下に移り、後者は2018年3月末で営業を終了している。

## 所属アーティスト
- 阿達由香
- 飯野めぐみ
- 江見ひかる
- 大関英里（業務提携）
- 奥山寛
- 川井雅弘
- 工藤真由
- 五條真由美
- Sachi
- 新條月渚
- 鈴木大菜
- 高梨ゆめり
- チャン・リーメイ
- 能登有沙
- 前田莉瑚
- 松原剛志
- 宮崎あゆみ
- 山内圭輔
- 吉窪司
- ALLY：Sachiと高梨ゆめりによるユニット。当初は新川紗彩もメンバーだった。

## かつて所属していたアーティスト
- 岡本堂玄（現所属：レオパード・スティール）
- 小田紗弓
- 新川紗彩
- 佐藤奏子
- 田中なずな
- 谷本貴義
- 中原櫻乃
- やまぐちあきこ（声のみ預かり）
- MoeMi（現所属：EARLYWING）
- 森咲りく

## 製作関与コンテンツ
- アイ★チュウ 舞台/声優イベント/放送
- ラピスリライツ ライブイベント/振付/モーション/リリースイベント
- 八月のシンデレラナインライブイベント/振付/グッズ製作
- ペルソナ音楽イベント/リリースイベント/グッズ製作
- アナザーエデン音楽イベント/グッズ製作
- KOFGライブイベント/グッズ製作
- Claw Knights LINE LIVE 白爪作戦会議／インストアツアー
- ゆめふわマカロン グッズ製作
- Tokyo 7th シスターズ ライブイベント